# Sid Ahmed Ghozali
Sid Ahmed Ghozali in arabo  سيد أحمد غزالي‎? (Maghnia, 31 marzo 1937 – Algeri, 4 febbraio 2025) è stato un politico algerino.

## Biografia
Fu Primo ministro dell'Algeria dal 5 giugno 1991 all'8 luglio 1992, guidando tre governi.